# Suplacu de Barcău
Suplacu de Barcău è un comune della Romania di 4 522 abitanti, ubicato nel distretto di Bihor, nella regione storica della Transilvania.
Il comune è formato dall'unione di 6 villaggi: Borumblaca, Dolea, Foglaș, Suplacu de Barcău, Valea Cerului, Vîlcelele.